# Campeonato de Kazajistán de fútbol sala
El Campeonato de Kazajistán de fútbol sala es la máxima categoría del fútbol sala kazajo. Es organizado por la Unión de Fútbol de Kazajistán.

## Historia
El campeonato tuvo su primera edición en la temporada 1998-99, proclamando al Ayat como primer campeón. Durante las tres temporadas posteriores, el Alibi dominó el campeonato venciendo al AFC Kairat (en aquel tiempo, denominado "Kainur"), Aktau y Aksaut. El Jigitter se proclamó campeón derrotando al Tulpar en la temporada 2002-03, lo cual significaría la última temporada antes del inicio del dominio apabullante del AFC Kairat.
Desde la temporada 2003-04 hasta la 2022-23, el AFC Kairat obtuvo todos los campeonatos (un total de 20). Durante esa época, destaca el hexasubcampeonato del Tulpar (que había sido trisubcampeón entre 2002 y 2005), el regreso al protagonismo del Ayat, con 4 subcampeonatos; y la aparición del Aktobe y Atyrau, como contendientes a las finales y al segundo cupo de Kazajistán a las competencias europeas. En la 2023-24, el Semey FC rompió la hegemonía del Kairat al derrotarle en la final de la eliminatoria por 3-1. 

## Historial
| Edición | Temporada | Participantes | Campeón       | Subcampeón       | Tercero             | Campeón de Copa     | Supercopa        |
| ------- | --------- | ------------- | ------------- | ---------------- | ------------------- | ------------------- | ---------------- |
| N/A     | 1997      | No se disputó | No se disputó | No se disputó    | No se disputó       | Munaishy Aktáu      |                  |
| N/A     | 1998      | No se disputó | No se disputó | No se disputó    | No se disputó       | Munaishy Aktáu      |                  |
| I       | 1998-99   | 5             | Ayat          | Temirlan         | Bogatyr             | Kairat Almatý       |                  |
| II      | 1999-00   | 8             | Alibi         | Kairat Almatý    | Aktau               | Lokomotiv Karagandá |                  |
| III     | 2000-01   | 12            | Alibi         | Aktau            | Ayat                | Kairat Almatý       |                  |
| IV      | 2001-02   | 20            | Alibi         | Aksauyt          | Jiggiter            | Alibi               |                  |
| V       | 2002-03   | 15            | Jiggiter      | Tulpar Karagandá | Kairat Almatý       | Jiggiter            |                  |
| VI      | 2003-04   | 10            | Kairat Almatý | Tulpar Karagandá | Aktyubrentgen       | Tulpar Karagandá    |                  |
| VII     | 2004-05   | 7             | Kairat Almatý | Tulpar Karagandá | Aktyubrentgen       | Kairat Almatý       |                  |
| VIII    | 2005-06   | 9             | Kairat Almatý | Aktyubrentgen    | Tsementnik          | Kairat Almatý       |                  |
| IX      | 2006-07   | 7             | Kairat Almatý | Aktyubrentgen    | Alem                | Kairat Almatý       |                  |
| X       | 2007-08   | 7             | Kairat Almatý | Aktobe-BTA       | Tsementnik          | Kairat Almatý       |                  |
| XI      | 2008-09   | 5             | Kairat Almatý | Aktyubrentgen    | Tulpar Karagandá    | Kairat Almatý       |                  |
| XII     | 2009-10   | 5             | Kairat Almatý | Tulpar Karagandá | Asia Universal Bank | Kairat Almatý       | Tulpar Karagandá |
| XIII    | 2010-11   | 5             | Kairat Almatý | Tulpar Karagandá | Ayat                | Tulpar Karagandá    | Tulpar Karagandá |
| XIV     | 2011-12   | 9             | Kairat Almatý | Tulpar Karagandá | BTA-Futsal          | Tulpar Karagandá    | Kairat Almatý    |
| XV      | 2012-13   | 10            | Kairat Almatý | Tulpar Karagandá | BTA-Futsal          | Kairat Almatý       | Kairat Almatý    |
| XVI     | 2013-14   | 8             | Kairat Almatý | Tulpar Karagandá | Ayat                | Kairat Almatý       | Kairat Almatý    |
| XVII    | 2014-15   | 6             | Kairat Almatý | Tulpar Karagandá | Ayat                | Kairat Almatý       |                  |
| XVIII   | 2015-16   | 5             | Kairat Almatý | Ayat             | MFC Aktobe          | Kairat Almatý       |                  |
| XIX     | 2016-17   | 5             | Kairat Almatý | Ayat             | MFC Aktobe          | Kairat Almatý       | Kairat Almatý    |
| XX      | 2017-18   | 6             | Kairat Almatý | MFC Aktobe       | Ayat                | Kairat Almatý       | Kairat Almatý    |
| XXI     | 2018-19   | 6             | Kairat Almatý | Ayat             | Jetysu Taldykorgan  | Kairat Almatý       | Kairat Almatý    |
| XXII    | 2019-20   | 8             | Kairat Almatý | MFC Aktobe       | Ayat                | Kairat Almatý       | Suspendida       |
| XXIII   | 2020-21   | 8             | Kairat Almatý | Atyrau           | Ayat                | Kairat Almatý       |                  |
| XXIV    | 2021-22   | 9             | Kairat Almatý | Ayat             | Atyrau              | Kairat Almatý       | Kairat Almatý    |
| XXV     | 2022-23   | 10            | Kairat Almatý | Ayat             |                     |                     | Kairat Almatý    |
| XXVI    | 2023-24   |               | Semey         | Kairat Almatý    | Ayat                |                     |                  |
| XXVII   | 2024-25   | 10            | en disputa    | en disputa       | en disputa          | en disputa          | en disputa       |

## Campeones
| Pos. | Equipo              | Ligas | Copas | Supercopas | Años liga | Años copa                                                                                               | Años supercopa                          | Títulos totales |
| ---- | ------------------- | ----- | ----- | ---------- | --- | --- | --------------------------------------- | --------------- |
| 1    | Kairat Almatý       | 19    | 18    | 7          | 2003-04, 2004-05, 2005-06, 2006,07, 2007-08 2008-09, 2009-10, 2010-11, 2011-12, 2012-13 2013-14, 2014-15, 2015-16, 2016-17, 2017-18 2018-19, 2019-20, 2020-21, 2021-22 | 1999, 2001, 2005, 2006, 2007 2008, 2009, 2010, 2013, 2014 2015, 2016, 2017, 2018, 2019 2020, 2021, 2022 | 2012, 2013, 2014, 2017 2018, 2019, 2022 | 44              |
| 2    | Alibi               | 3     | 1     |            | 1999-00, 2000-01, 2001-02 | 2002 | -                                       | 4               |
| 3    | Jiggiter            | 1     | 1     |            | 2002-03 | 2003 | -                                       | 2               |
| 4    | Ayat                | 1     | -     |            | 1998-99 | - | -                                       | 1               |
| 5    | Tulpar Karagandá    | -     | 3     | 2          | - | 2004, 2011, 2012                                                                                        | 2010, 2011                              | 5               |
| 6    | Munaishy Aktáu      | -     | 2     |            | - | 1997, 1998                                                                                              | -                                       | 2               |
| 7    | Lokomotiv Karagandá | -     | 1     |            | - | 2000 | -                                       | 1               |